# Què Q?
"Què Q?" (títol original en anglès "Q Who") és el setzè episodi de la segona temporada de la sèrie de televisió de ciència-ficció estatunidenca Star Trek: La nova generació, i el 42è de tota la sèrie, que es va emetre originalment el 5 de maig de 1989, en redifusió als Estats Units. El guió fou escrit de Maurice Hurley i va ser dirigit per Rob Bowman. "Què Q?" va marcar la primera aparició dels Borg, que van ser dissenyats per Hurley i originalment pensats per aparèixer a l'episodi de primera temporada "La zona neutral".
Ambientada al segle XXIV, la sèrie segueix les aventures de la tripulació de la nau de la Flota Estel·lar de la Federació Enterprise-D. En aquest episodi, l'entitat gairebé omnipotent coneguda com a "Q" (John de Lancie) arriba a l'Enterprise i decideix que el capità Jean-Luc Picard és ignorant i excessivament confiat. Llavors, Q envia la nau a través de la galàxia on la tripulació fa el primer contacte amb la raça assimiladora millorada cibernèticament coneguda com els Borg. Després d'intentar primer fer les paus i després d'intentar destruir la nau Borg, i fracassar en tots dos, Picard es veu obligat a demanar l'ajuda de Q.
Els dissenys de vestuari van ser creats per Dorinda Wood, mentre que Michael Westmore va desenvolupar les pròtesis que portaven al cap de l'actor. Els dissenys eren una reminiscència de les creacions de H. R. Giger i el personatge Lord Dread de la sèrie de televisió Captain Power and the Soldiers of the Future. L'episodi va superar el pressupost i gairebé va requerir temps de rodatge addicional. "Què Q?" va ser vist per 10,3 milions d'espectadors. L'acollida de la crítica ha estat positiva, amb l'episodi descrit com el primer "gran episodi" de la sèrie. Va ser nominat a tres Premis Emmy, guanyant-ne dos.

## Argument
En el seu camí de tornada les seves estances, el capità Jean-Luc Picard (Patrick Stewart) baixa d'un turboascensor i, en lloc de trobar-se en un passadís a bord de l' Enterprise, acaba a bord d'una llançadora amb Q (John de Lancie) al control.
Picard demana ser retornat a l' Enterprise; Q l'anomena "un humà impossiblement tossut" i es nega a recuperar-lo fins que accepti almenys escoltar les peticions de Q. Q llavors els transporta a Ten Forward, on Guinan (Whoopi Goldberg), que el reconeix, adverteix a Picard que no confiï en ell. Q revela que vol unir-se a la tripulació per ajudar-los mentre avancen cap a regions inexplorades de la galàxia, afirmant que no estan preparats per a les amenaces que es trobaran. Picard decideix fer el seu propi camí cap al desconegut, i rebutja l'oferta de Q. Irritat per l'arrogància de Picard, Q envia l' Enterprise milers d'anys llum a través de la galàxia i després desapareix. El tinent comandant Data (Brent Spiner) informa que la base estel·lar més propera està a més de dos anys de distància a la curvatura màxima. Guinan, temorosa, adverteix Picard que posi rumb cap a casa immediatament, però Picard té curiositat per explorar.
La tripulació descobreix un planeta proper que mostra signes d'una civilització anterior però que ha estat despullat de tots els elements industrials i mecànics, semblant a la destrucció trobada fa uns quants mesos als llocs avançats de la Federació que voregen la Zona Neutral Romulana. Moments després, detecten i després són rebuts per una gran nau en forma de cub que no respon a les seves salutacions. Guinan adverteix Picard que la nau pertany als Borg, una raça poderosa i semblant a un cyborg que gairebé va acabar amb la seva gent, dispersant els supervivents per tota la galàxia, i torna a instar a Picard a marxar immediatament o enfrontar-se a una destrucció certa. Tot i que Picard ordena que s'aixequin els escuts de l' Enterprise, un únic i mut Borg es transporta a Enginyeria i comença a investigar els sistemes informàtics de l' Enterprise. El tinent Worf (Michael Dorn) inicialment intenta incapacitar l'intrus amb el seu faser posat en estat d'aturdiment, que no té cap efecte. Worf es veu obligat a utilitzar la configuració de matar per neutralitzar els Borg. Immediatament després, apareix un segon Borg i continua sondejant l'ordinador, demostrant que ara és completament immune al foc del faser. Completant la seva missió, despulla diversos components del Borg mort, després es transporta a si mateix i al Borg mort. La nau Borg es posa en contacte amb l' Enterprise i exigeix la seva rendició. Aleshores, el Borg immobilitza l' Enterprise amb un raig tractor, desactiva els escuts i utilitza un raig de tall per tallar la secció del plat per eliminar una secció transversal de la nau, matant divuit persones.
Picard ordena tornar el foc i, aparentment, l' "Enterprise" desactiva la nau Borg. En contra del consell de Guinan, el comandant William Riker (Jonathan Frakes) porta un equip a l'immens cub Borg on troben majoritàriament drons Borg latents i un viver Borg. Data descobreix que la nau Borg s'està regenerant i reparant els danys causats per l' Enterprise. L'equip visitant és enviat directament al pont, i Picard ordena que marxin a Curvatura 8.
La nau Borg es reactiva de sobte i comença la seva persecució, apropant-se a l' Enterprise. Picard intenta superar els Borg ordenant al tinent comandant La Forge (LeVar Burton) que arribi al màxim de curvatura, però els Borg són capaços de mantenir-se a la mateixa velicutat. Q apareix al pont i adverteix a Picard que els Borg mai deixaran de perseguir-los i que no poden ser derrotats. Picard intenta lluitar contra els Borg sense èxit, i finalment admet que necessita l'ajuda de Q. Q obliga, tornant amb seguretat l' Enterprise a la seva última posició a l'espai de la Federació. Picard, encara que agraït per la lliçó de Q, culpa a Q de la mort de la seva tripulació. Q desapareix, però no abans de tornar-los a recordar la seva mala preparació. Guinan adverteix a Picard que ara que els Borg són conscients de la presència de la Federació, vindran. Picard reflexiona que potser Q va fer el correcte per les raons equivocades en avançar la seva trobada amb els Borg, ja que ha informat a la Federació del que els espera mentre continuen explorant.

## Repartiment i doblatge al català
La sèrie va ser doblada al català pels estudis Tramontana (primera part) i Soundtrack (segona part) i emesa a TV3 l’any 1991. Els dobladors de l'episodi foren:
| Personatge          | Actor/actriu    | Veu en català            |
| ------------------- | --------------- | ------------------------ |
| Jean-Luc Picard     | Patrick Stewart | Joan Crosas              |
| William Riker       | Jonathan Frakes | Antoni Forteza           |
| Data                | Brent Spinner   | Joaquim Sota             |
| Geordi La Forge     | LeVar Burton    | Aleix Estadella          |
| Worf                | Michael Dorn    | Enric Arquimbau          |
| Katherine Pulaski   | Diana Muldaur   | Núria Cugat              |
| Deanna Troi         | Marina Sirtis   | Victòria Pagès           |
| Wesley Crusher      | Will Wheaton    | Roger Pera               |
| Q                   | John de Lancie  | Adrià Frias              |
| Miles O'Brien       | Colm Meaney     | Xavier Fernàndez         |
| Alferes Sonya Gomez | Lycia Naff      | ?                        |
| Guinan              | Whoopi Goldberg | Montserrat Garcia Sagués |
| Veu de la nau borg  |                 | Manel Català             |

## Producció
L'episodi presentava la tercera aparició de De Lancie com a Q després de "Trobada a Farpoint" i "El joc d'en Q", l'últim dels quals havia estat escrit per Hurley sota un pseudònim. Lycia Naff va ser presentada com la jove alferes Sonya Gomez, que tenia la intenció de ser un personatge recurrent de la mateixa manera que el cap Miles O'Brien interpretat per Colm Meaney (que també va aparèixer en aquest episodi). Tanmateix, Naff va fer només una aparició més com a Gomez, en el següent episodi, tot i que el personatge va aparèixer més tard a la sèrie de novel·les Starfleet Corps of Engineers i, com a capità, a Star Trek: Lower Decks.
"Què Q?" va superar el pressupost de 50.000 dòlars i, en un moment donat, es va organitzar un vuitè dia de rodatge, tot i que aquest es va cancel·lar posteriorment. La despesa excessiva en aquest episodi i "Elemental, estimat Data" va donar lloc a l'estalvi pressupostari de la producció del clip show "Ombres argentades". Al director Rob Bowman li va preocupar "Què Q?" durant un temps, dient que "no sabíem dia a dia si estàvem fent una merda o un guanyador".

### Els Borg
Gene Roddenberry tenia ganes de no reutilitzar els extraterrestres de La sèrie original, i així els ferengi van ser desenvolupats per ser els principals vilans de La nova generació. Després de les primeres aparicions dels nous extraterrestres, es va decidir que eren massa còmics per adaptar-se a aquest paper, i en canvi l'equip de producció va començar a buscar un nou adversari per la Flota Estel·lar. L'escriptor i coproductor executiu Maurice Hurley va desenvolupar la idea d'una raça d'insectoides amb una consciència de rusc. Aquesta idea es convertiria en el Borg cibernètic a causa de les limitacions pressupostàries, restant amb la idea d'una ment rusc. La nova raça continuaria apareixent en cinc episodis més de la La nova generació, així com a la pel·lícula Star Trek: First Contact. Els borg també van aparèixer al pilot de Star Trek: Deep Space Nine, l'episodi de Star Trek: Enterprise "Regeneration," i repetidament a Star Trek: Voyager a partir de mitjans de la tercera temporada.
Originalment s'havia planejat incloure els borg a l'episodi de la primera temporada "La zona neutral", però a causa de la vaga del Sindicat de Guionistes dels Estats Units de 1988, el temps per escriure el guió es va escurçar. Hurley va desenvolupar l'episodi durant un dia i mig amb els elements Borg directament eliminats. L'episodi es va concebre originalment com de dues parts, amb els romulans i la Federació unint-se a la segona part, però aquest pla es va abandonar posteriorment. Aquesta trama pot haver estat relacionada amb els extraterrestres vists a "Conspiració". En comptes d'això, "La zona neutral" simplement va fer referència a la destrucció d'una sèrie de llocs avançats per un enemic desconegut.
El disseny del borg recordava a Lord Dread de la sèrie de televisió Captain Power and the Soldiers of the Future i els dissenys de H. R. Giger. Els primers dissenys per a la nova raça van ser creats per la dissenyadora de vestuari Dorinda Wood després que rebés el guió de "Què Q?". Si bé el seu disseny mostrava un vestit amb tubs entrant i sortint, va deixar el disseny del cap al supervisor de maquillatge Michael Westmore. Els tocats i els vestuaris principals van ser fets al mateix temps pels dos departaments diferents, amb Wood i Westmore treballant junts de vegades per assegurar-se que coincidissin. La base de les peces del cap estava feta d'escuma, i mentre que Westmore inicialment va fer motlles de kits de model utilitzant poliuretà per a les peces electròniques, va trobar més eficaç utilitzar l'electrònica real d'equips danyats. Va dissenyar un accessori de làtex per permetre que els tubs s'enganxessin a la pell de manera que no quedés gaire pell nua al cos dels actors. Aquesta pell estava coberta amb un maquillatge de base blanca per tal d'aconseguir una aparença semblant a un zombi.

## Premis i nominacions
L'episodi va ser nominat a tres Premis Emmy el 1989, guanyant-ne dos com a Millor edició de so per a una sèrie i Millor mescla de so per a una sèrie dramàtica. Va ser nominat als Efectes visuals especials destacats, però no va aconseguir guanyar, el premi va ser per a la minisèrie War and Remembrance.

## Recepció
M'encanta el moment en què un bon espectacle esdevé genial. M'encanta sentir que tota la teva inversió i un optimisme cada cop més desesperat donen els seus fruits de sobte. Hem tingut bons episodis de TNG abans d'això, però "Què Q?" fa aquest pas addicional i, finalment, finalment treu de darrere de l'ombra de TOS d'una vegada per totes... abans d'ara, era possible qüestionar legítimament si TNG mai podia mantenir-se pel seu compte. Això ja no és un problema. 
"Què Q?" es va mostrar per primera vegada el 5 de maig de 1989, en redifusió als Estats Units. Va ser vist per 10,3 milions d'espectadors, fet que el va convertir en l'episodi més vist des d' "El Royal" quatre episodis abans en la temporada. "Què Q?" va ser vist per més espectadors que qualsevol altre episodi durant la resta de la segona temporada i els cinc primers episodis de temporada tres.
Diversos crítics van tornar a veure l'episodi després del final de la sèrie. Keith DeCandido va revisar "Què Q?" per a Tor.com el 2011, descrivint-lo com "una de les millors hores de TNG". Va dir que l'actuació de De Lancie era un "retorn triomfal", va dir que Goldberg va aportar "misteri i profunditat" al seu paper i que Stewart "només mata" com a Picard. Va dir que la introducció dels Borg va ser "fenomenal", i va donar a l'episodi una puntuació de deu sobre deu. Zack Handlen, escrivint per a The A.V. Club, va dir que la trama va ser "brillant" perquè es va demostrar que Q tenia raó. Va pensar que si la tripulació hagués pogut arribar a algun tipus de solució, hauria estat un episodi "fort", però com que Picard es veu obligat a suplicar a Q, va convertir-lo en el primer "gran episodi" de la sèrie perquè "admet que aquests humans... poden ser arrogants i febles, i que poden ser vençuts". Va donar a l'episodi una nota "A".
SFX va descriure l'episodi com a "emocionant" en la seva ressenya del llançament del Blu-ray de la segona temporada, mentre que IGN s'hi referia com un "clàssic". En una llista dels grans episodis de La nova generació creat per Juliette Harrison el 2012 per a Den of Geek, "Què Q?" es va classificar en cinquè lloc, el primer episodi de la sèrie que apareix a la llista.
Benjamin Ahr Harrison del podcast The Greatest Generation va descriure l'escenografia de l'interior del cub Borg com: "Si H.R. Giger hagués anat a treballar a, com ara, Black & Decker i hagués dissenyat un microones, això és com hauria semblat."
"Què Q?" va ser classificat com el 16è millor episodi de tota la televisió Star Trek fins al 2016, en un rànquing de The Hollywood Reporter. El 2015, van classificar la presentació de la nau espacial fictícia del cub Borg com un dels deu moments "més sorprenents" d'aquesta sèrie de televisió.
El cub Borg, que va fer el seu debut en aquest episodi, va ser classificat com la segona millor nau espacial de Star Trek per Space.com el 2017.
El 2017, Netflix va anunciar que "Què Q?" era un dels quatre episodis de Star Trek: La nova generació als deu episodis més vists de la franquícia Star Trek al seu servei de reproducció en streaming, basat en dades des que la franquícia fou incorporada a Netflix el 2011.
El 2018, Tom's Guide va classificar "Què Q?" com un dels 15 millors episodis amb el capità Picard.
El 2020, CBR va classificar aquest episodi com el segon millor protagonitzat per Q, suggerint que era un dels episodis més influents de la franquícia. Aquell mateix any també van classificar "Què Q?" com el 8è millor episodi de Star Trek: La nova generació.
El 2021, Nerdist va dir que aquest era un dels deu episodis principals de Star Trek amb el primer contacte alienígena, assenyalant la introducció dels mortífers extraterrestres cibernètics Borg per part d'un Q juganer maliciós.
El 2021 ScreenRant va dir que era el segon millor episodi dels Borg basat en una puntuació d'IMDB de 9,0 sobre 10 en aquell moment, darrere de "El bo i millor d'ambdós mons", que tenia una puntuació de 9,4 sobre 10.
El 2021, la revista Rolling Stone va dir que "Què Q?" era un episodi "increïble" de la temporada 2 de la sèrie, assenyalant com Q presenta els Borg.
El 2021, Tom's Guide va dir que es tractava d'una "introducció esgarrifosa" als Borg, i el segon millor episodi per al personatge Q.

## Guies de visió
Nerdist va suggerir aquest episodi com a punt de partida per a l'arc narratiu d'aquest programa de televisió. Proposa un arc narratiu amb la Enterprise 1701-D enfrontant-se als Borg, que inclouria Què Q?,  El bo i millor d'ambdós mons, Jo, Borg, i Atac.
El 2020, IGN va recomanar veure "Q Who" com a fons d'un altre programa de l'univers "Star Trek", "Star Trek: Picard".

## Mitjans domèstics i llançament cinematogràfic
El primer llançament casolà de "Què Q?" va ser en vídeocasset VHS, que va aparèixer el 12 d'octubre de 1994 als Estats Units i Canadà. L'episodi s'ha inclòs en un conjunt de tres DVD. El primer va ser el conjunt de la Segona Temporada, llançat el 7 de maig de 2002,i posteriorment com part de Star Trek: Fan Collective – Borg el 7 de març de 2006 i Star Trek: Fan Collective – Q el 6 de juny de 2006. El llançament més recent va ser com a part del Blu-ray de la segona temporada el 4 de desembre de 2012. Aquest llançament incloïa un comentari d'àudio per a l'episodi amb Rob Bowman, Dan Curry i Michael i Denise Okuda. "Què Q?" va rebre un llançament cinematogràfic juntament amb una versió ampliada de "La mesura humana" durant una nit el 29 de novembre de 2012, per promocionar el llançament en Blu-ray. Aquesta va ser la segona vegada que un parell d'episodis de La nova generació van rebre un llançament cinematogràfic per promocionar el llançament d'una caixa  Blu-ray de la temporada.
Aquest episodi es va publicar a la col·lecció de LaserDisc "Q Continuum". La col·lecció es va llançar el 30 de juliol de 1997 i fou publicada per Paramount Home Video; es va vendre al detall per 100 USD. El conjunt incloïa "Trobada a Farpoint", "El joc d'en Q", "Què Q?" i "El déja Q" en discos òptics de 12 polzades en format NTSC amb una durada total de 230 minuts. La col·lecció es presentava amb una jaqueta Tri-Fold que també incloïa una carta de l'actor Jon De Lancie.